# Cytheroidea
Cytheroidea is een superfamilie van kreeftachtigen uit de klasse van de Ostracoda (mosselkreeftjes).

## Families
- Australocytherideidae Hartmann, 1980
- Berounellidae Sohn & Berdan, 1960 †
- Bythocytheridae Sars, 1866
- Cobanocytheridae Schornikov, 1975
- Collisarborisidae Neale, 1975 †
- Cuneocytheridae
- Cushmanideidae Puri, 1974 in Hartmann & Puri, 1974
- Cytheralisonidae Jellinek & Swanson, 2003
- Cytherettidae Triebel, 1952
- Cytheridae Baird, 1850
- Cytherideidae Sars, 1925
- Cytherissinellidae Kashevarova, 1958 †
- Cytheromatidae Elofson, 1939
- Cytheruridae Müller, 1894
- Editiidae Knuepfer, 1967 †
- Entocytheridae Hoff, 1942
- Eucytheridae Puri, 1954
- Hemicytheridae Puri, 1953
- Keysercytheridae Karanovic & Brandão, 2014
- Kliellidae Schäfer, 1945
- Krithidae Mandelstam, 1958
- Leptocytheridae Hanai, 1957
- Limnocytheridae Klie, 1938
- Loxoconchidae Sars, 1925
- Microcytheridae Klie, 1938
- Neocytheridae Wilkinson, 1988 †
- Neocytherideididae Puri, 1957
- Osticytheridae Hartmann, 1980
- Paracytheridae Puri, 1974
- Paracytherideidae Puri, 1957
- Paradoxostomatidae Brady & Norman, 1889
- Parvocytheridae Hartmann, 1959
- Pectocytheridae Hanai, 1957
- Progonocytheridae Sylvester-Bradley, 1948 †
- Protocytheridae Ljubimova, 1956
- Psammocytheridae Klie, 1938
- Saididae Aranki, McKenzie, Reyment & Reyment, 1992
- Schizocytheridae Howe, 1961
- Schulerideidae Mandelstam, 1959 †
- Speluncellidae Schneider, 1960 †
- Thaerocytheridae Hazel, 1967
- Trachyleberididae Sylvester-Bradley, 1948
- Tricornidae Blumenstengel, 1965 †
- Xestoleberididae Sars, 1928

Er is nog onduidelijkheid over de taxonomische indeling van onderstaande geslachten ('incertae sedis').
- Verrucocythere Ruggieri, 1962